# Мелиха Имшировић
Мелиха Имшировић (27. мај 2003, Градачац)  босанскохерцеговачка је певачица.
Завршила је средњу медицинску школу. Узор јој је Александра Пријовић. Учествује у дечијем такмичењу Неки нови клинци. У сезони 2021/2022. учествује у такмичењу Звезде Гранда. Ментор јој је била Марија Шерифовић.

## Дискографија

### Синглови
- Следећа (2022)
- 100% Босанка (2023)
- Сватови (2023)
- Султанија (2023)
- Ал' пролеће ново дође (2023)
- Љубав за љубав (2024)
- Мојих пет минута (2024)